# 當陽 (撣邦)
當陽，曾譯為丹陽，緬甸北撣的一個城鎮，位於薩爾溫江以西，撣邦高原之上。當陽曾先后為撣軍及緬甸軍政府控制。2024年7月10日，为避免1027行动的战火波及，佤邦联合军在与国家行政委员会谈判后进入当阳。